# Hokej na lodzie na siedząco na Zimowych Igrzyskach Paraolimpijskich 2014
Hokej na lodzie na siedząco na Zimowych Igrzyskach Paraolimpijskich 2014 odbywał się w dniach 8 - 15 marca.

## Obiekty
| Obiekt                                       | Miasto | Funkcja           |
| Pałac lodowy „Bolszoj” Arena lodowa „Szajba” | Soczi  | Zawody i treningi |

## Klasyfikacja niepełnosprawności
Zawodnicy, którzy poruszają się na wózkach inwalidzkich lub którzy nie mają możliwości grania na stojąco.

## Konkurencje
- turniej mężczyzn (8 zespołów)

## Medale
| Konkurencja      | Złoto             | Srebro | Brąz   |
| Turniej mężczyzn | Stany Zjednoczone | Rosja  | Kanada |

## Faza grupowa

### Grupa A
| Lp. | Zespół   | M | Pkt | W | WpD | PpD | P | G + | G - |
| --- | -------- | - | --- | - | --- | --- | - | --- | --- |
| 1   | Kanada   | 3 | 9   | 3 | 0   | 0   | 0 | 15  | 1   |
| 2   | Czechy   | 3 | 5   | 1 | 1   | 0   | 1 | 4   | 5   |
| 3   | Norwegia | 3 | 3   | 0 | 1   | 1   | 1 | 3   | 4   |
| 4   | Szwecja  | 3 | 1   | 0 | 0   | 1   | 2 | 2   | 14  |

| 8 marca 2014 | Czechy | 1:2 | Norwegia | Soczi |

| Szczegóły     | Szczegóły | Szczegóły       | Szczegóły | Szczegóły |
| ------------- | --------- | --------------- | --------- | --------- |
| Godzina: 9.30 |           | (0:0, 0:1, 1:2) |           |           |

| 8 marca 2014 | Kanada | 10:1 | Szwecja | Soczi |

| Szczegóły      | Szczegóły | Szczegóły        | Szczegóły | Szczegóły |
| -------------- | --------- | ---------------- | --------- | --------- |
| Godzina: 13.00 |           | (4:0, 7:0, 10:1) |           |           |

| 9 marca 2014 | Czechy | 2:1 | Szwecja | Soczi |

| Szczegóły     | Szczegóły | Szczegóły       | Szczegóły | Szczegóły |
| ------------- | --------- | --------------- | --------- | --------- |
| Godzina: 9.30 |           | (0:0, 0:0, 2:1) |           |           |

| 9 marca 2014 | Kanada | 4:0 | Norwegia | Soczi |

| Szczegóły      | Szczegóły | Szczegóły       | Szczegóły | Szczegóły |
| -------------- | --------- | --------------- | --------- | --------- |
| Godzina: 13.00 |           | (0:0, 2:0, 4:0) |           |           |

| 11 marca 2014 | Norwegia | 2:0 | Szwecja | Soczi |

| Godzina: 13:00 |  | (0:0, 1:0, 2:0) |  |  |

| 11 marca 2014 | Kanada | 1:0 | Czechy | Soczi |

| Szczegóły      | Szczegóły | Szczegóły       | Szczegóły | Szczegóły |
| -------------- | --------- | --------------- | --------- | --------- |
| Godzina: 20.00 |           | (0:0, 1:0, 1:0) |           |           |

### Grupa B
| Lp. | Zespół            | M | Pkt | W | WpD | PpD | P | G + | G - |
| --- | ----------------- | - | --- | - | --- | --- | - | --- | --- |
| 1   | Włochy            | 3 | 7   | 2 | 0   | 1   | 0 | 11  | 4   |
| 2   | Korea Południowa  | 3 | 6   | 2 | 0   | 0   | 1 | 9   | 3   |
| 3   | Rosja             | 3 | 3   | 1 | 0   | 0   | 2 | 3   | 13  |
| 4   | Stany Zjednoczone | 3 | 2   | 0 | 1   | 0   | 2 | 4   | 7   |

| 8 marca 2014 | Stany Zjednoczone | 5:1 | Włochy | Soczi |

| Szczegóły      | Szczegóły | Szczegóły       | Szczegóły | Szczegóły |
| -------------- | --------- | --------------- | --------- | --------- |
| Godzina: 16.30 |           | (1:0, 2:0, 5:1) |           |           |

| 8 marca 2014 | Rosja | 2:3 | Korea Południowa | Soczi |

| Szczegóły      | Szczegóły | Szczegóły       | Szczegóły | Szczegóły |
| -------------- | --------- | --------------- | --------- | --------- |
| Godzina: 20.00 |           | (1:0, 2:1, 2:3) |           |           |

| 9 marca 2014 | Stany Zjednoczone | 3:0 | Korea Południowa | Soczi |

| Szczegóły      | Szczegóły | Szczegóły       | Szczegóły | Szczegóły |
| -------------- | --------- | --------------- | --------- | --------- |
| Godzina: 16.30 |           | (2:0, 3:0, 3:0) |           |           |

| 9 marca 2014 | Rosja | 7:0 | Włochy | Soczi |

| Szczegóły      | Szczegóły | Szczegóły       | Szczegóły | Szczegóły |
| -------------- | --------- | --------------- | --------- | --------- |
| Godzina: 20.00 |           | (1:0, 5:0, 7:0) |           |           |

| 11 marca 2014 | Korea Południowa | 1:2 | Włochy | Soczi |

| Szczegóły     | Szczegóły | Szczegóły       | Szczegóły | Szczegóły |
| ------------- | --------- | --------------- | --------- | --------- |
| Godzina: 9.30 |           | (0:1, 0:1, 1:2) |           |           |

| 11 marca 2014 | Stany Zjednoczone | 1:2 | Rosja | Soczi |

| Szczegóły      | Szczegóły | Szczegóły       | Szczegóły | Szczegóły |
| -------------- | --------- | --------------- | --------- | --------- |
| Godzina: 16:30 |           | (0:1, 0:2, 1:2) |           |           |